# Termia
Termia (gr. Θέρμεια, tur. Doğanköy) – wieś na Cyprze, w dystrykcie Kirenia. Obecnie znajduje się w granicach Cypru Północnego.